# Fábio Paím
Fábio Miguel Malheiro Paím (ur. 15 lutego 1988 w Estoril) – portugalski piłkarz grający na pozycji skrzydłowego lub napastnika. Obecnie występuje w polskim III ligowym klubie LZS Starowice Dolne.
Fábio Paím rozpoczynał swoją karierę w Sportingu. Następnie grał na wypożyczeniu w Olivais e Moscavide, CD Trofense, Paços de Ferreira, Chelsea i Rio Ave FC Latem 2009 roku rozwiązał kontrakt ze Sportingiem.